# Équipe du Kosovo féminine de volley-ball
L'équipe du Kosovo féminine de volley-ball est composée des meilleures joueuses kosovares sélectionnées par la Fédération kosovare de volley-ball (en albanais : Federata e Volejbollit e Kosovës ; en serbe : Oдбojкашки савез Косова / Odbojkaški savez Kosova). Elle est actuellement classée au 72e rang de la Fédération internationale de volley-ball au 6 septembre 2022.

## Histoire
En 2018, la sélection dispute la Ligue d'argent européenne, terminant à la 8e et dernière place ; sa seule participation à un tournoi final à ce jour.

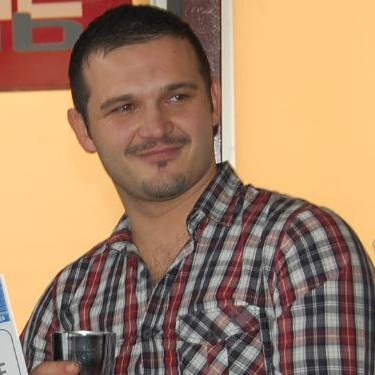
Lorik Ilazi, actuel sélectionneur.

## Palmarès et parcours

### Palmarès
Néant